# ونكات
الونكات (الاسم العلمي: Littorinidae) هي فصيلة من الحيوانات تتبع رتبة الصدفيات الماصة من طائفة بطنيات القدم.

## التصنيف
- الونكاوات
  - الونكة